# Marijan Ćavar
Marijan Ćavar (pronunciación en bosnio: [mǎrijaːn tɕǎʋaːr]; Prozor-Rama, Herzegovina-Neretva, Bosnia y Herzegovina, 2 de febrero de 1998) es un futbolista bosnio que juega de centrocampista en el H. Š. K. Zrinjski Mostar de la Liga Premier de Bosnia y Herzegovina.

## Trayectoria
Comenzó su carrera en el HŠK Zrinjski Mostar, y en 2018 fue fichado por el Eintracht Fráncfort alemán.

## Selección nacional
Representó a Bosnia y Herzegovina en categorías inferiores entre 2016 y 2017.
Es internacional absoluto con la selección de Bosnia y Herzegovina desde 2018. En enero de 2018 recibió su primera llamada a la selección absoluta para los encuentros amistosos contra México y Estados Unidos. Debutó el 28 de enero en el empate sin goles ante los estadounidenses.

## Estadísticas
Actualizado al último partido disputado el 28 de marzo de 2025.
| Club | Div.          | Temporada     | Liga  | Liga  | Copas nacionales(1) | Copas nacionales(1) | Copas internacionales(2) | Copas internacionales(2) | Total | Total |
| Club | Div.          | Temporada     | Part. | Goles | Part.               | Goles               | Part.                    | Goles                    | Part. | Goles |
| --- | ------------- | ------------- | ----- | ----- | ------------------- | ------------------- | ------------------------ | ------------------------ | ----- | ----- |
| H. Š. K. Zrinjski Mostar Bosnia y Herzegovina                                                                                 | 1.ª           | 2016-17       | 1     | 0     | 0                   | 0                   | ―                        | ―                        | 1     | 0     |
| H. Š. K. Zrinjski Mostar Bosnia y Herzegovina                                                                                 | 1.ª           | 2017-18       | 15    | 0     | 0                   | 0                   | 2                        | 0                        | 17    | 0     |
| Eintracht Fráncfort · Alemania                                                                                                | 1.ª           | 2017-18       | 1     | 0     | 0                   | 0                   | 0                        | 0                        | 1     | 0     |
| Eintracht Fráncfort · Alemania                                                                                                | Total club    | Total club    | 1     | 0     | 0                   | 0                   | 0                        | 0                        | 1     | 0     |
| N. K. Osijek · Croacia | 1.ª           | 2018-19       | 13    | 0     | 2                   | 0                   | 0                        | 0                        | 15    | 0     |
| N. K. Osijek · Croacia | Total club    | Total club    | 13    | 0     | 2                   | 0                   | 0                        | 0                        | 15    | 0     |
| N. K. Osijek II · Croacia | 2.ª           | 2018-19       | 1     | 0     | ―                   | ―                   | ―                        | ―                        | 1     | 0     |
| N. K. Osijek II · Croacia | Total club    | Total club    | 1     | 0     | 0                   | 0                   | 0                        | 0                        | 1     | 0     |
| SpVgg Greuther Fürth · Alemania                                                                                               | 2.ª           | 2020-21       | 1     | 0     | 0                   | 0                   | ―                        | ―                        | 1     | 0     |
| SpVgg Greuther Fürth · Alemania                                                                                               | Total club    | Total club    | 1     | 0     | 0                   | 0                   | 0                        | 0                        | 1     | 0     |
| N. K. Široki Brijeg Bosnia y Herzegovina                                                                                      | 1.ª           | 2021-22       | 24    | 1     | 4                   | 0                   | ―                        | ―                        | 28    | 1     |
| N. K. Široki Brijeg Bosnia y Herzegovina                                                                                      | 1.ª           | 2022-23       | 31    | 5     | 2                   | 0                   | ―                        | ―                        | 33    | 5     |
| N. K. Široki Brijeg Bosnia y Herzegovina                                                                                      | 1.ª           | 2023-24       | 29    | 6     | 5                   | 0                   | ―                        | ―                        | 34    | 6     |
| N. K. Široki Brijeg Bosnia y Herzegovina                                                                                      | 1.ª           | 2024-25       | 5     | 2     | ―                   | ―                   | ―                        | ―                        | 5     | 2     |
| N. K. Široki Brijeg Bosnia y Herzegovina                                                                                      | Total club    | Total club    | 89    | 14    | 11                  | 0                   | 0                        | 0                        | 100   | 14    |
| H. Š. K. Zrinjski Mostar Bosnia y Herzegovina                                                                                 | 1.ª           | 2024-25       | 13    | 2     | 2                   | 0                   | ―                        | ―                        | 15    | 2     |
| H. Š. K. Zrinjski Mostar Bosnia y Herzegovina                                                                                 | Total club    | Total club    | 29    | 2     | 2                   | 0                   | 2                        | 0                        | 33    | 2     |
| Total carrera | Total carrera | Total carrera | 134   | 16    | 15                  | 0                   | 2                        | 0                        | 151   | 16    |
| (1) Incluye datos de la Copa de Croacia y Copa de Bosnia y Herzegovina. (2) Incluye datos de la Liga de Campeones de la UEFA. |               |               |       |       |                     |                     |                          |                          |       |       |

## Palmarés

### Títulos nacionales
| Título                               | Club                     | País                 | Año     |
| ------------------------------------ | ------------------------ | -------------------- | ------- |
| Liga Premier de Bosnia y Herzegovina | H. Š. K. Zrinjski Mostar | Bosnia y Herzegovina | 2016-17 |
| Copa de Alemania                     | Eintracht Fráncfort      | Alemania             | 2017-18 |
| Supercopa de Bosnia y Herzegovina    | H. Š. K. Zrinjski Mostar | Bosnia y Herzegovina | 2024    |
| Liga Premier de Bosnia y Herzegovina | H. Š. K. Zrinjski Mostar | Bosnia y Herzegovina | 2024-25 |